# فلت لیک (کنتاکی)
فلت لیک (به انگلیسی: Flat Lick) یک منطقهٔ مسکونی در ایالات متحده آمریکا است که در شهرستان ناکس، کنتاکی واقع شده‌است. فلت لیک ۳۱۷٫۰ متر بالاتر از سطح دریا واقع شده‌است.